# 赫生額
赫生額（？—1786年），和爾氏、霍爾氏，為中國清朝武官官員，本籍滿洲鑲白旗。赫生額於1784年（乾隆49年）奉旨接替袁大鶴，於台灣地區擔任台灣北路協副將。而隸屬台灣鎮之下的此官職是台灣清治時期中的這階段，台南以北之台灣中南部及北部的駐地最高武官將領。1786年，林爽文事件爆發，他於彰化攻防戰中陣亡殉職。
家族关联：赫生额，和尔氏或霍尔氏、蒙郭氏。亦写作和生额、赫昇额或赫升额，世袭高祖董阿赖二等轻车都尉、世袭佐领。其父德林或德琳曾为副都统董阿赖亦栋阿赖、董阿赉的侄曾孙。家族世袭佐领在镶白旗满州第四㕘领第十四、第十五佐领，见《钦定八旗通志》十一卷和二百二十三卷。同旗同佐领下人有将军富察氏观成。赫生额、观成俩人曾受阿桂同族富勒浑提拔。林爽文事件，赫生额随台湾总兵柴大纪御剿，至大墩,贼势蜂拥,赫生额不屈遇害。事平后，福康安等奏奖励赫生额轻车都尉再加一雲騎尉，子常春,授一等輕車都尉世職。